# Meszkalin
A meszkalin (INN: mescaline) 2-(3,4,5-trimetoxifenil) etilamin, az egyik legrégebben ismert hallucinogén anyag. Neve az indián navatl nyelvből származik: mexcalli agavéból készült likőrszerű szeszes ital. Spanyol közvetítéssel került Európába (mescal).
Színtelen, kristályos anyag, ami vízben, alkoholban és kloroformban jól oldódik, éterben viszont nem. Számos  kaktuszfélében megtalálható, a peyotl (avagy peyote, Lophophora williamsii) nevű gömbkaktuszban mennyisége eléri a 7%-ot. Tudatmódosító hatású alkaloid, amit az aztékok vallási szertartásaikon használtak. Kábítószerként hatásai a következőek: a tudati működés alig csökken, azonban erős vizuális élmények érik a használót, az akaraterő jócskán csökken.

## Történelmi utalások
A viking mitológiában Odin főisten kilenc napig lóg saját dárdája által átdöfve Yggdrasell világfáról. Ezután megnyílik előtte minden tudás kapuja. Egyes történészek szerint ez a világ első tudatmódosításról szóló leírása.

## Hatása
500 mg tiszta meszkalin LSD-hez hasonló hatást vált ki, de kevésbé okoz hányingert. Hatását 1-2 óra után fejti ki, ami 4-12 órán át tart, erős hallucinációkat okoz. Rendszeres használatával pszichikai függőség alakulhat ki. Szigorúan ellenőrzött körülmények között lélektani kutatásoknál használták.

## Külső hivatkozások
- Ujváry I.: Az amfetamin típusú drogok kultúrtörténete, kémiája, farmakológiája és toxikológiája. 2000.